# منیریه
مُنیریّه یکی از محلات تهران است که در زمان قاجار یکی از بخش‌های اعیان‌نشین تهران بوده‌است.
نام این محله از نام منیرالسلطنه مادر کامران‌میرزا گرفته شده‌است. کامران‌میرزا پسر سوم ناصرالدین‌شاه قاجار و نایب‌السلطنه او بود.
منیرالسلطنه ساکن در عمارت منیریه بود که در این محل قرار داشت.
منیریه از جنوب به خیابان فرهنگ و از شمال به چهارراه سپه و از شرق و غرب به ترتیب به چهارراه ابوسعید و چهارراه لشکر منتهی می‌شود.
ایستگاه مترو منیریه راه دسترسی به این محله است.

## نامگذاری منیریه
نام منیریه از باغ منیرالسلطنه مادر کامران میرزا گرفته شده‌است. کامران میرزا سومین پسر ناصر الدین شاه که از دوران کودکی مورد لطف و محبت ناصرالدین شاه واقع شده و صاحب مقام و منصب‌های متعددی گردید. کامران میرزا در جوانی ملقب شد به نایب السلطنه، و سپس حکومت تهران به نیز به آن افزوده شد و در ادامه به منصب وزارت جنگ و فرماندهی کل قوا نیز رسید. و به همین جهت لقب «امیر کبیر» نیز به القابش افزوده شد. کامران میرزا در غرب تهران عمارتی مجلل بنا نمود و آن را عمارت امیریه نامید، از اینرو خیابانی که در مجاورت عمارت امیریه قرار داشت بعدها به منطقه امیریه ملقب گردید.
خیابان منیریه فعلی که در همسایگی عمارت امیریه قرار داشت و محل سکونت مادر کامران میرزا، همسر ناصرالدین شاه بود. در این منطقه باغ بزرگی احداث شد  شامل کل منطقه منیریه فعلی، خیابان ولیعصر فعلی، خیابان سپه و دانشگاه افسری. باغ مجلل منیریه محل گشت و گزار و تفرجگاه صاحب منصبان و متمولین آن دوران به حساب می‌آمد.
از وقایع تاریخی مهم در محدوده میدان منیره می‌توان به اولین تصادف خودرو در تهران اشاره کرد. شب دوم آذر ماه سال ۱۳۰۵،درویش خان، یکی از مفاخر موسیقی دوره قاجار در این تصادف درگذشت. درشکه او هنگام بازگشت به منزل از محفل موسیقی یکی از دوستانش با یک خودروی فورد تصادف می‌کند و او به علت ضربه وارد شده به سرش در سن ۵۴ سالگی از دنیا می‌رود.

## خیابان‌های مهم
- خیابان ابوسعید
- خیابان امام خمینی
- خیابان وحدت اسلامی
- میدان حسن‌آباد
- خیابان معیری
- خیابان اسدی منش
- خیابان شعاع

## مدارس و مراکز آموزشی
- دبستان عادی دولتی پسرانه قدس
- دبستان هیئت امنایی حضرت رقیه
- دبستان دخترانه علوی - شعبه منیریه تهران
- متوسطه دوره اول عادی دولتی دخترانه آئین اسلام
- متوسطه دوره اول غیردولتی دخترانه حجاب
- متوسطه دوره اول هیئت امنایی پسرانه عیسی بهرامی
- هنرستان کار و دانش پسرانه شهید نیازی
- متوسطه اول دخترانه علوی - شعبه منیریه تهران
- متوسطه دوم دخترانه علوی - شعبه منیریه تهران
- هنرستان فنی حرفه ای شهید حیدری

## منیریه در حال حاضر
در حال حاضر، میدان منیریه به بورس فروش لوازم تفریحی و ورزشی  تبدیل شده‌است؛ در این منطقه می‌توان وسایل مربوط به هر رشته ورزشی را با کیفیت‌های متنوع تهیه کرد.
همچنین سازمان ثبت احوال کشور و دادسرای عمومی و اداره کل آزمایشگاه‌های مرجع کنترل غذا، دارو و تجهیزات پزشکی هم در نزدیکی محلهٔ منیره واقع شده‌اند.